# Jacques Barbeu du Bourg
Jacques Barbeu du Bourg (12 de febrero de 1709, Mayenne-14 de diciembre de 1799, París) fue un médico, botánico, escritor, polímata, y traductor francés, célebre por sus trabajos.
Comienza sus estudios teológicos y aprende lenguas muertas, con énfasis en el hebreo. Mas renuncia a ingresar a la orden, y se consagra a la ciencia. Estudia medicina en París, donde se doctora en 1748.
Se interesa por temas muy variados: lingüística, historia, arqueología, literatura, física, etc. Benjamin Franklin (1706-1790) mantiene con él una correspondencia rica y amistosa. En 1773, Barbeu du Bourg traduce sus obras. Utilizó con frecuencia seudónimos, como Zoïlomastix, Bonifacio Dias Tille, Abraham Mans Word, Samuel Jones, y muchos otros.
Fue autor de numerosos libros y memorias, como Chronographie, ou Description des tems, contenant toute la suite des souverains de l’univers et des principaux événements de chaque siècle... (París, 1753), Gazette d’Épidaure, ou Recueil de nouvelles de médecine avec des réflexions pour simplifier la théorie et éclairer la pratique (París, 1762), Le Botaniste françois, comprenant toutes les plantes communes et usuelles... (dos v. Paris, 1767), Petit Code de la raison humaine, ou Exposition succincte de ce que la raison dicte à tous les hommes pour éclairer leur conduite et assurer leur bonheur (París, 1789), etc.
Sobre todo su Botaniste françois retiene la atención. Desarrolla el método linneano y describe la flora de los ambientes de París. Destinado a estudiantes y sobre todo a herboristas, Barbeu du Bourg describe el uso medicinal de las diferentes especies. Fue el primero en abandonar el latín para nombrar y describir las plantas en francés, innovación bien recibida por muchos autores.
Sus restos reposan en la capilla de Saint-Symphorien, Abadía de Saint-Germain-des-Prés.

## Honores

### Eponimia
Familia botánica
- (Barbeuiaceae) Barbeuia Thouars[4]
- La abreviatura «Barbeu» se emplea para indicar a Jacques Barbeu du Bourg como autoridad en la descripción y clasificación científica de los vegetales.[5]